# Naturschutzgebiet Kleines Steinmecketal
Das Naturschutzgebiet Kleines Steinmecketal mit einer Größe von 9,1 ha lag im Naturpark Arnsberger Wald nordöstlich von Meschede. Das Gebiet wurde 1994 mit dem Landschaftsplan Meschede durch den Hochsauerlandkreis als Naturschutzgebiet (NSG) ausgewiesen. Bei der Neuaufstellung des Landschaftsplanes Meschede wurde das NSG dann Teil vom Naturschutzgebiet Talsystem Kohlweder Bach.

## Gebietsbeschreibung
Beim NSG handelte es sich um einen erlenreichen Bruchwald mit dem naturnahen Bach Kleine Steinmecke. Im Bruchwald wachsen vorwiegend Roterlen und Rotfichten. Im NSG kommen seltene Tier- und Pflanzenarten vor. Auch Magergrünland kam im NSG vor. Laut Landschaftsplan bietet das für den Biotop- und Artenschutz wertvolle Rückzugsgebiete in einem ansonsten von Fichten geprägten Landschaftsraum. Im NSG kamen gefährdete Pflanzen- und Tierarten vor.

## Schutzzweck
Wie alle Naturschutzgebieten im Landschaftsplangebiet wurde das NSG „zur Erhaltung von Lebensgemeinschaften oder Lebensstätten bestimmter wildlebender Pflanzen und wildlebender Tierarten, aus wissenschaftlichen, naturgeschichtlichen, landeskundlichen oder erdgeschichtlichen Gründen oder wegen der Seltenheit, besonderen Eigenart oder hervorragenden Schönheit einer Fläche oder eines Landschaftsbestandteils“ als NSG ausgewiesen.
Zum Schutzzweck speziell des NSG führte der Landschaftsplan 1994, neben den normalen Schutzzwecken für alle NSG im Landschaftsplangebiet, auf: „Erhaltung eines naturnahen Bachtales mit erlenreichen Feuchtwäldern und Magergrünland als wertvoller Lebensraum für Tiere und Pflanzen; wertvoll für Amphibien; hohe Artenvielfalt; Rote-Liste-Pflanzenarten; Gebiet fällt unter § 20 c BNatSchG.“